# Trigonisca buyssoni
Trigonisca buyssoni (лат.) — вид безжальных пчёл из трибы Meliponini семейства Apidae. Не используют жало при защите. Хотя жало у них сохранилось, но в сильно редуцированном виде. Вид был впервые описан в 1902 году немецким энтомологом Генрихом Фризе (Heinrich Friese; 1860—1948).

## Распространение
Неотропика: Колумбия (Cauca), Перу (Cuzco, Madre de Dios), Эквадор.

## Описание
Отмечено опыление растений Prockia crucis (Flacourtiaceae), Roupala montana (Proteaceae), Oxalis neaei (Oxalidaceae), Securidaca sylvestris (Polygalaceae), Pavonia dasypetala (Malvaceae),